# Конрад VI Колб фон Вартенберг
Конрад VI Колб фон Вартенберг (на немски: Konrad VI Kolb von Wartenberg; * 1525; † 1599) е благородник от род Колб фон Вартенберг в Вартенберг при Кайзерслаутерн в Рейнланд-Пфалц. Той е автор на сбирка от 1301 напътствия за рецепти за лекарства и лесничейството.
Той е син на Конрад V Колб фон Вартенберг (* 1482) и съпругата му Маргарета фон Нойхаузен († 1535).
Резиденцията на фамилията Колб фон Вартенберг е замък Вартенберг във Вартенберг-Рорбах при Кайзерслаутерн, който е разрушен през 1522 г.
През 1707 г. император Леополд I издига собственостите на фамилията Колб фон Вартенбергер на имперско графство.
Правнук му граф Йохан Казимир Колб фон Вартенберг (1643 – 1712) e кралски пруски премиер-министър и водещ в „Три-графския кабинет“.

## Фамилия
Конрад VI Колб фон Вартенберг се жени за Агнес Ландшад фон Щайнах (1532 – 1589), дъщеря на Ханс IV Ландшад фон Щайнах (1500 – 1571) и Аполония Бок фон Герстхайм († 1542). Те имат един син:
- Конрад VII Колб фон Вартенберг (1558 – 1602), оберамтман на Кайзерслаутерн, женен I. 1580 г. за Анна фон Оберкирх (1560 – 1587), имат син; II. 1588 г. за Урсула Ландшад фон Щайнах (1562 – 1594), III. 1595 г. за Анна Хелена Грек фон Кохендорф († 1633)